# 黒宮ニイナ
黒宮 ニイナ（くろみや にいな、1985年8月27日 - ）は、日本のタレント、モデル。血液型B型。
ビルマ（現ミャンマー）・ラングーン（現ヤンゴン）生まれ。愛知県名古屋市育ち。名古屋外国語大学卒業。

## 略歴・人物
両親がともにミャンマー人（ビルマ族）。母が日本人男性と再婚したため、11歳の時に来日。「黒宮 ニイナ」は本名であり、「黒宮」は再婚した父の姓、「ニイナ」はビルマ語の名前「ニィ イン ナンダー」の頭文字をとったものである。
2014年7月14日に日本人の一般男性との結婚および妊娠を発表。同年12月3日に男児を出産。

## 出演

### バラエティ
- 熱血!平成教育学院（2007年11月18日、フジテレビ）
- サカスさん（2009年7月 - 9月、TBS）
- 全力坂（2010年1月14日、テレビ朝日）
- ツボ娘（2010年8月25日、TBS）
- ゴールデンアワー（2010年6月 - 2012年9月、TOKYO MX）
- ニッポン・ダンディ（2012年11月 - 2013年3月、TOKYO MX）
- タモリ倶楽部（2013年2月15日、テレビ朝日）
- たかじんのそこまで言って委員会（2013年2月17日、読売テレビ）
- 芸人報道（2013年5月6日、2014年1月20日、日本テレビ）
- ネプ&イモトの世界番付（2013年5月10日、日本テレビ）
- ヒルナンデス!（2013年5月21日、日本テレビ）
- バナナ塾（2013年9月18日、東海テレビ）
- マネーの羅針盤（2013年12月28日他、テレビ東京）
- 日経スペシャル 未来世紀ジパング〜沸騰現場の経済学〜（2014年5月20日、テレビ東京）

### テレビドラマ
- 上条麗子の事件推理 10（2012年10月29日、TBS） - シルビア・サントス 役
- ディアスポリス 異邦警察（2016年4月27日 - 5月4日、TBS） - エイドラ 役

### 舞台
- Kix2-1ユニットプロデュース公演「クリスマス･ローズ（天使が咲かせた花2011）」（2011年12月21日 - 24日、築地本願寺ブディストホール）
- 劇団夜想会公演「ミュージカル 誠～とびだせ新撰組～」（2012年3月8日 - 11日、俳優座劇場）
- コロッケ特別公演「一部：殿様地獄泥棒パラダイス／二部：コロッケものまね大全集2012」（2012年6月29日 - 7月26日、中日劇場）
- コロッケ錦秋公演「一部：わたくしです物語／二部：コロッケものまねショー」（2012年10月5日 - 28日、博多座）
- Kix2-1ユニットプロデュース公演「ニコラスK2を探せ!!」（2012年12月6日 - 9日、築地本願寺ブディストホール） - 主演・シスター 役

### ミュージックビデオ
- Plastic Tree「スピカ」（2007年1月24日）
- KEY GOT CREW「夏恋想」（2007年8月8日）